# 18749 Айюбґулієв
18749 Айюбґулієв (18749 Ayyubguliev) — астероїд головного поясу, відкритий 9 квітня 1999 року.
Тіссеранів параметр щодо Юпітера — 3,643.